# 136e bataillon de tirailleurs sénégalais
Le 136e Bataillon de Tirailleurs Sénégalais (ou 136e BTS) est un bataillon français des troupes coloniales.

## Création et différentes dénominations
- 16/11/1918: Formation du 136e Bataillon de Tirailleurs Sénégalais à Dellys (Algérie) à 4 compagnies (3 à Dellys et 1 à Tizi Ouzou) à partir d'éléments provenant des 91e, 92e, 94e, 111e et 115e BTS et du 1er RTS
- 19/05/1919: Le bataillon est intégré au 17e Régiment de Tirailleurs Sénégalais à Orléansville

## Chefs de corps
- 24/11/1918: Capitaine Gallien
- 01/12/1918: Capitaine Amabric
- 01/05/1919: Chef de bataillon Hégelbacher

### Sources et bibliographie
Mémoire des Hommes